# Palaus flagga
Palaus flagga är ljusblå med en stor gul cirkelskiva något till vänster om mitten från betraktaren sett. Cirkelskivans diameter är 3/8 av flaggans bredd. Flaggan antogs den 1 januari 1981 och har proportionerna 5:8.

## Symbolik
Den gula cirkeln i flaggas mitt symboliserar fullmånen. Månen står för lugn, fred och kärlek, och fullmånen i synnerhet anses av tradition som den bästa tidpunkten för bland annat sådd, skörd, fiske och bröllop. Den blå bottenfärgen symboliserar oberoendet, och ansluter även till Mikronesiens federerade staters flagga och till FN-flaggan. Nationsflaggan är identisk med handelsflaggan.

## Historik

Den flagga som användes av USA:s Stillahavsprotektorat mellan 1962 och 1978.

Palau var från 1947 en del av USA:s Stillahavsprotektorat, ett FN-mandatområde där de tidigare japanska besittningarna i Stilla havet ingick. När Mikronesiens federerade stater bildades 1978 valde Palau att stå utanför. Flaggan skapades 1980 och antog den 1 januari 1981 i samband med att landet blev en republik. Palau blev självständigt i fri association med USA 1994.

## Delstaternas flaggor
Var och en av Palaus 16 delstater har en egen flagga.

Aimeliik
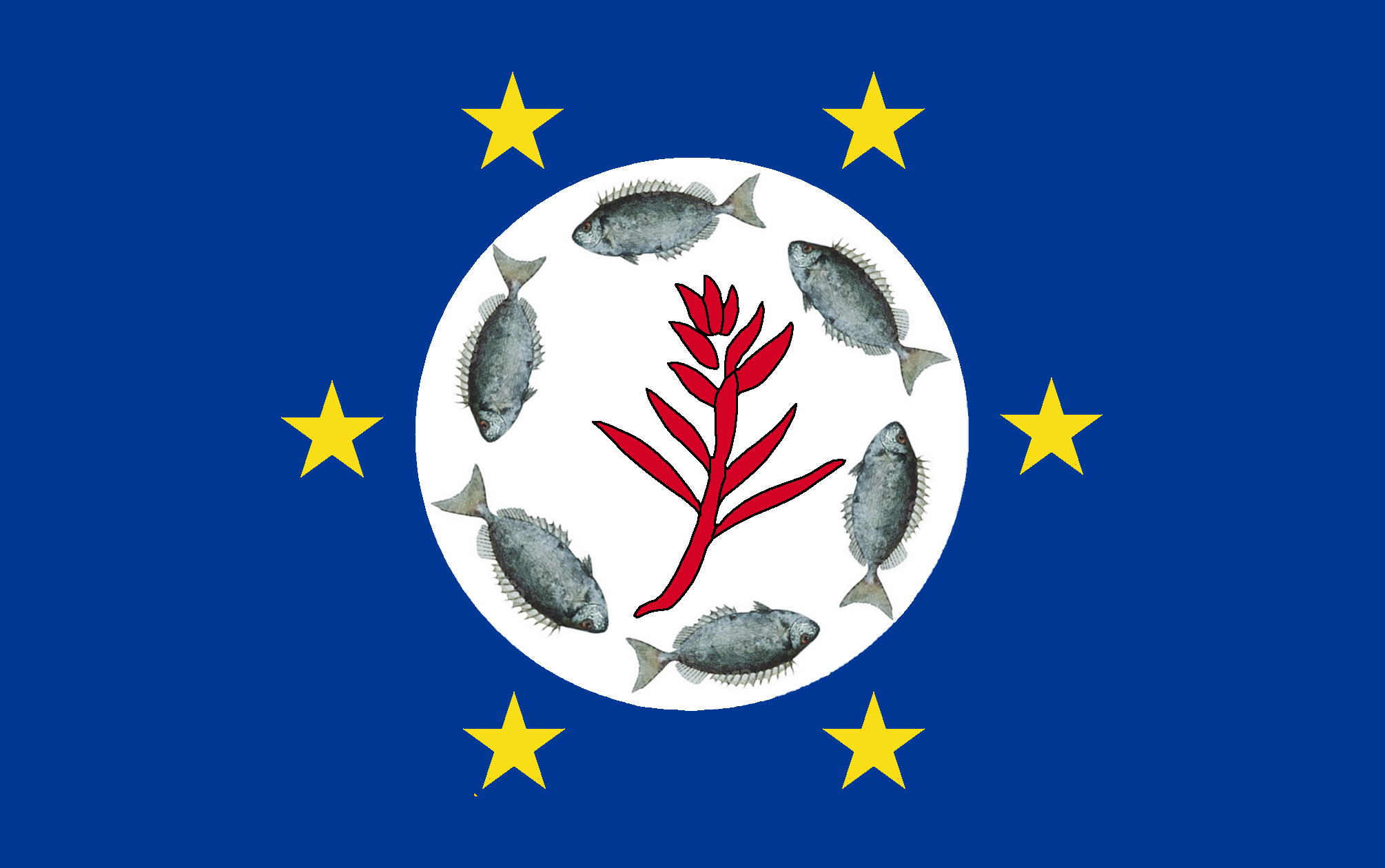
Airai
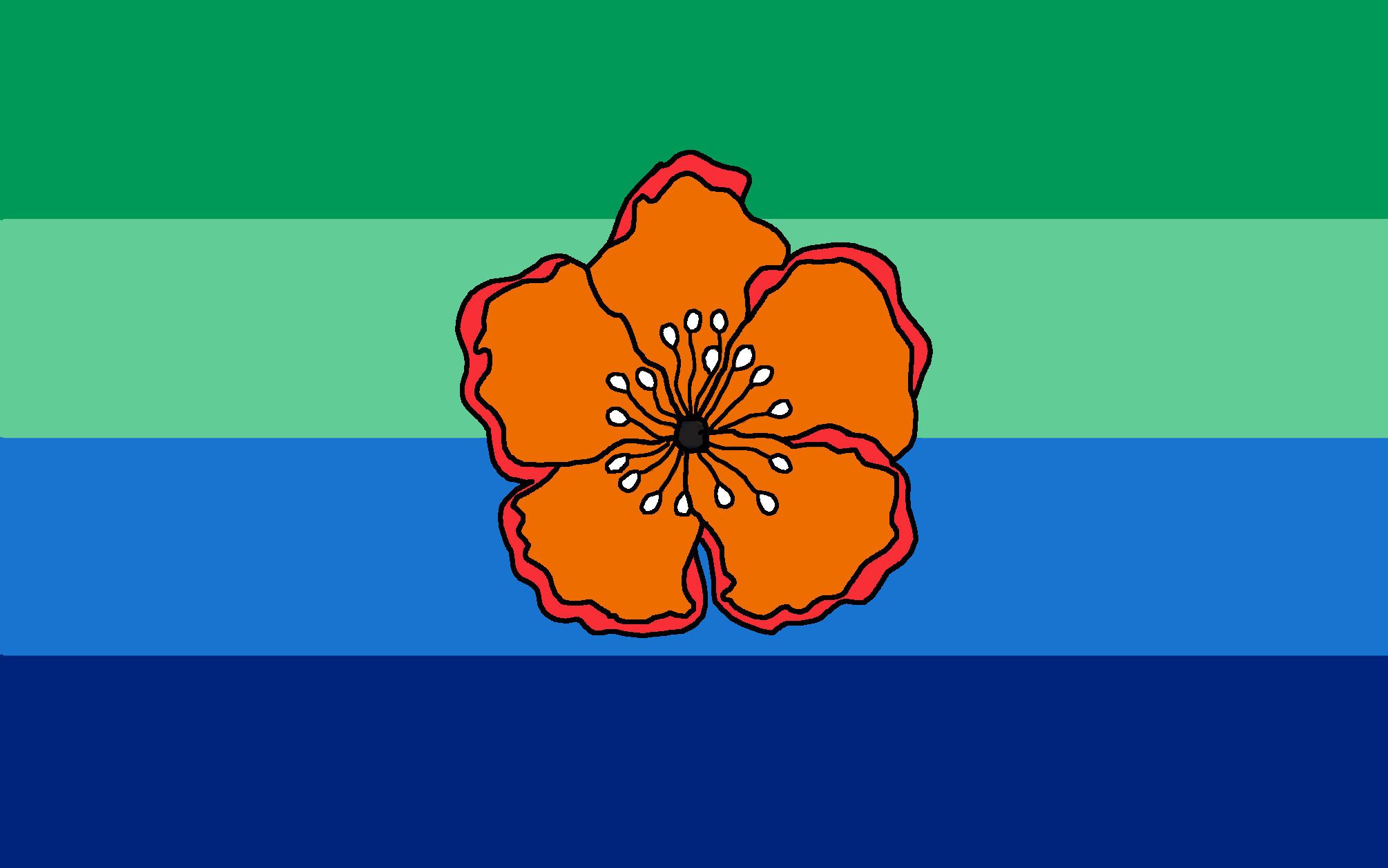
Angaur
Hatohobei
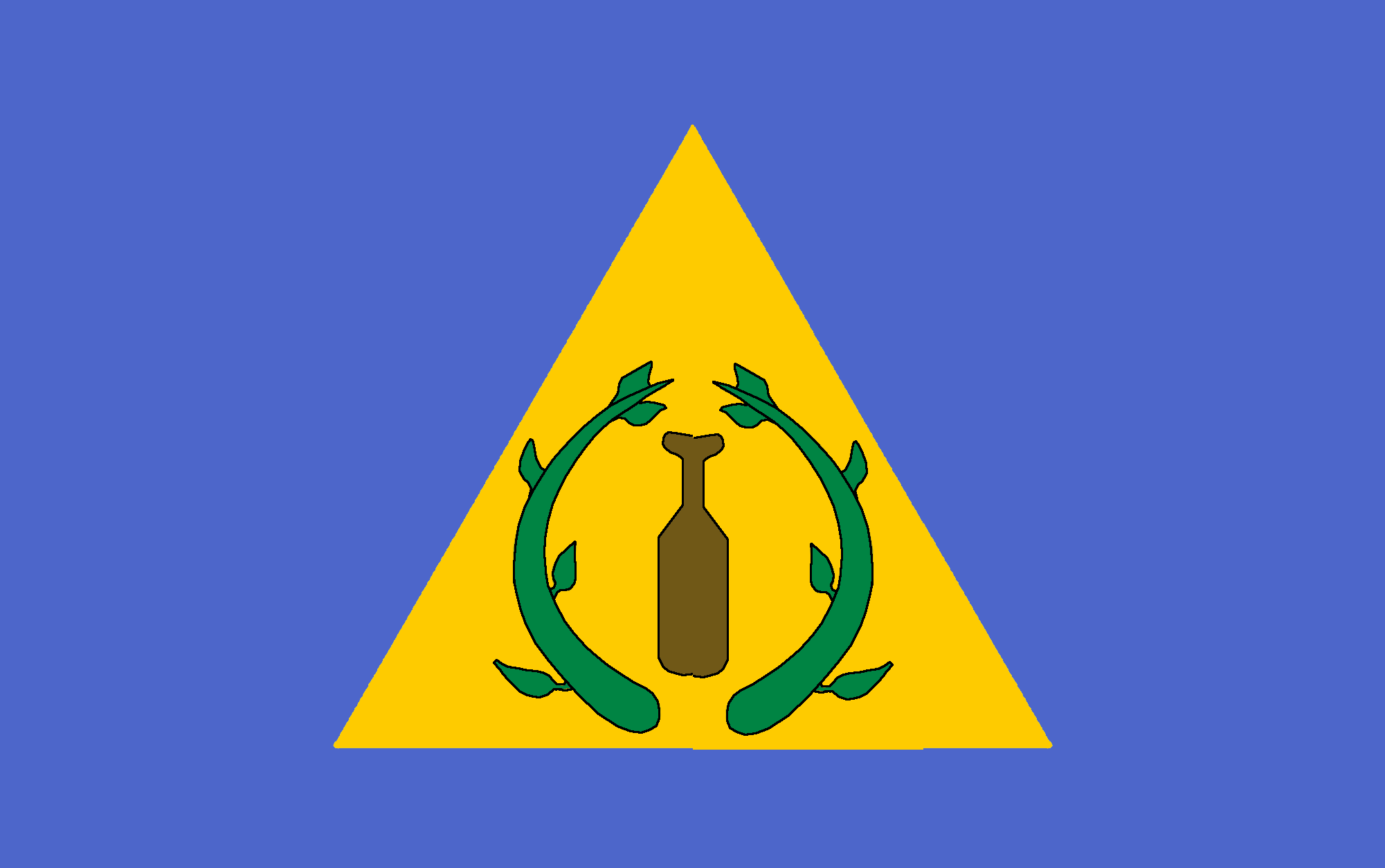
Kayangel
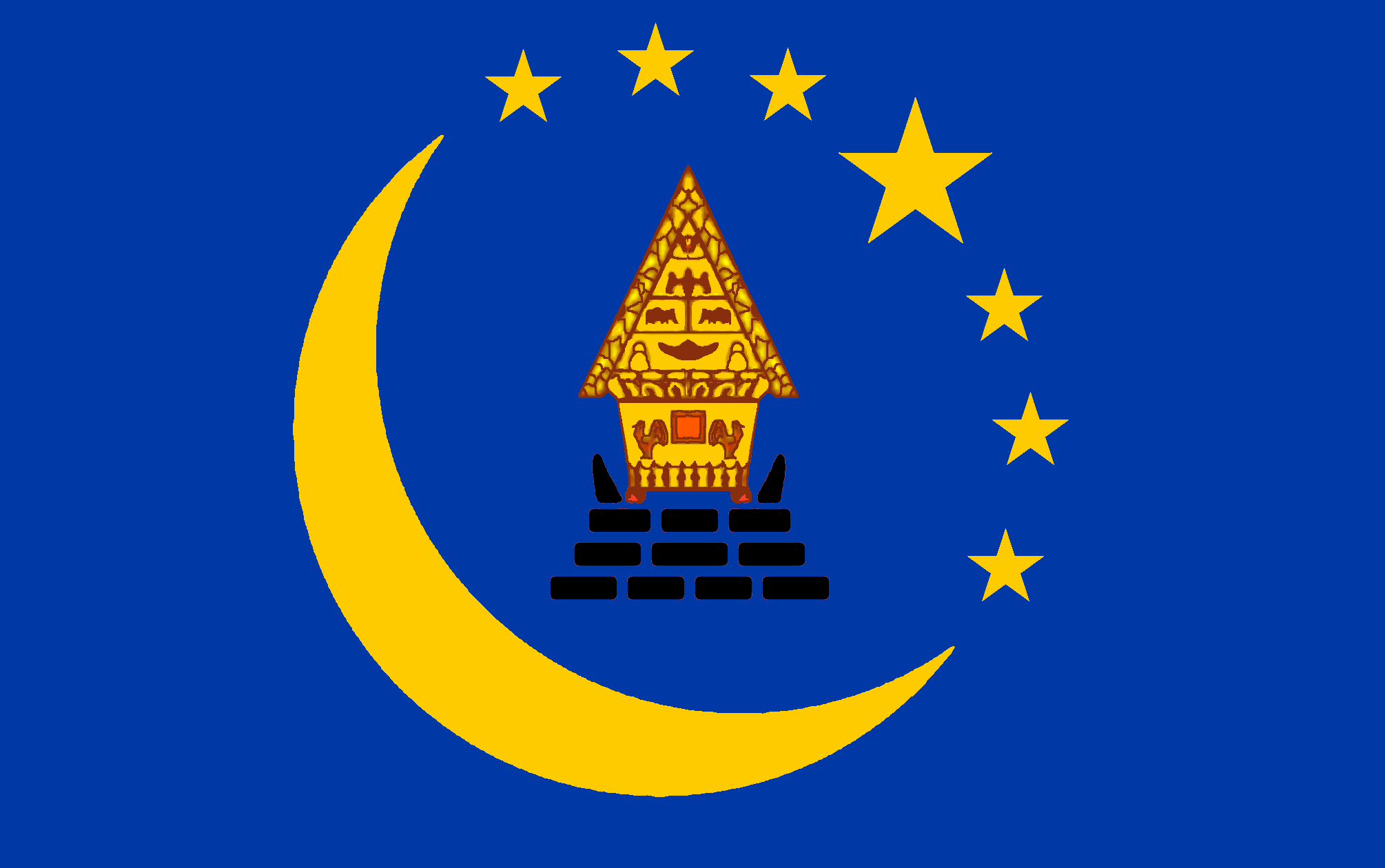
Koror
Melekeok
Ngaraard
Ngarchelong
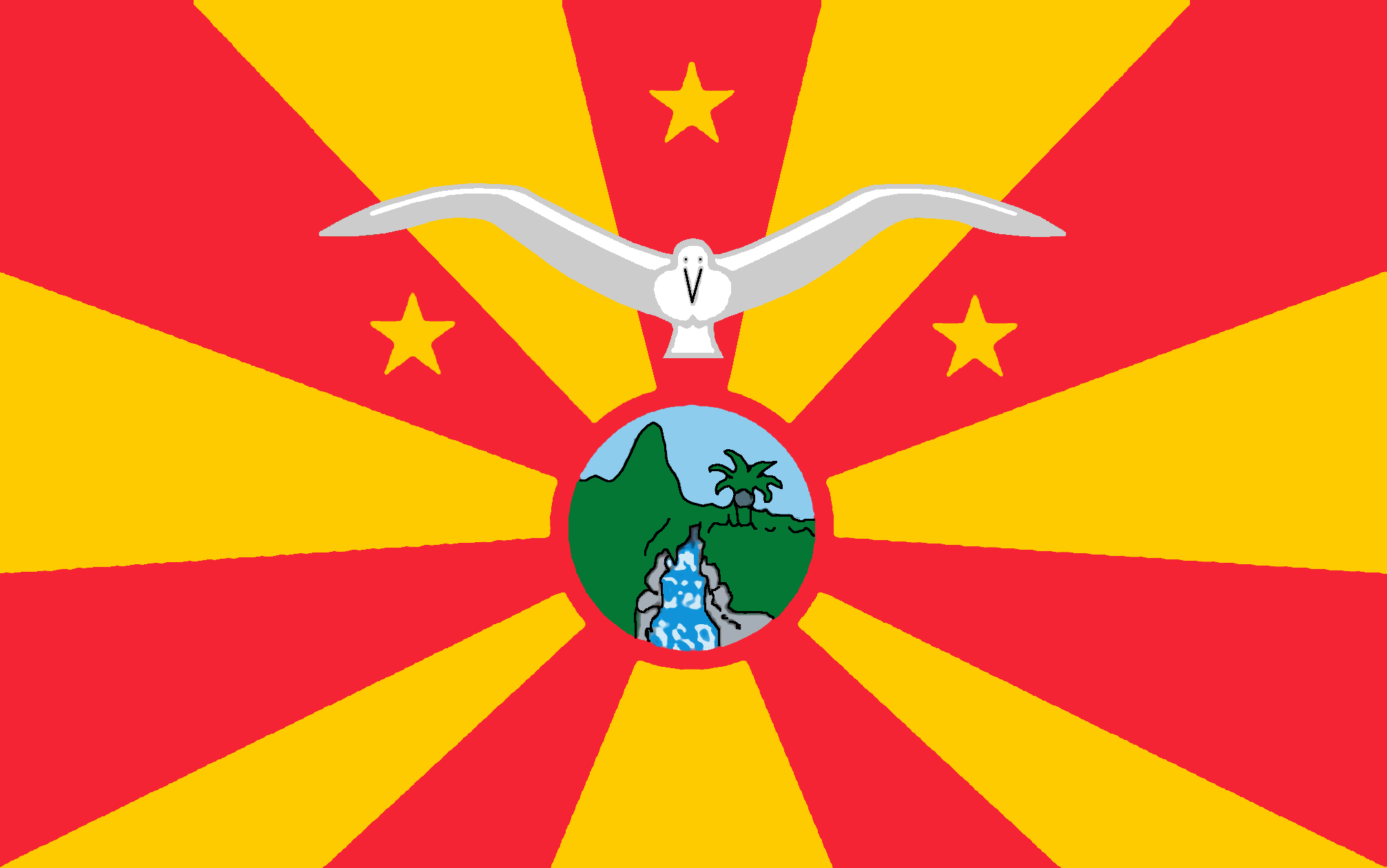
Ngardmau
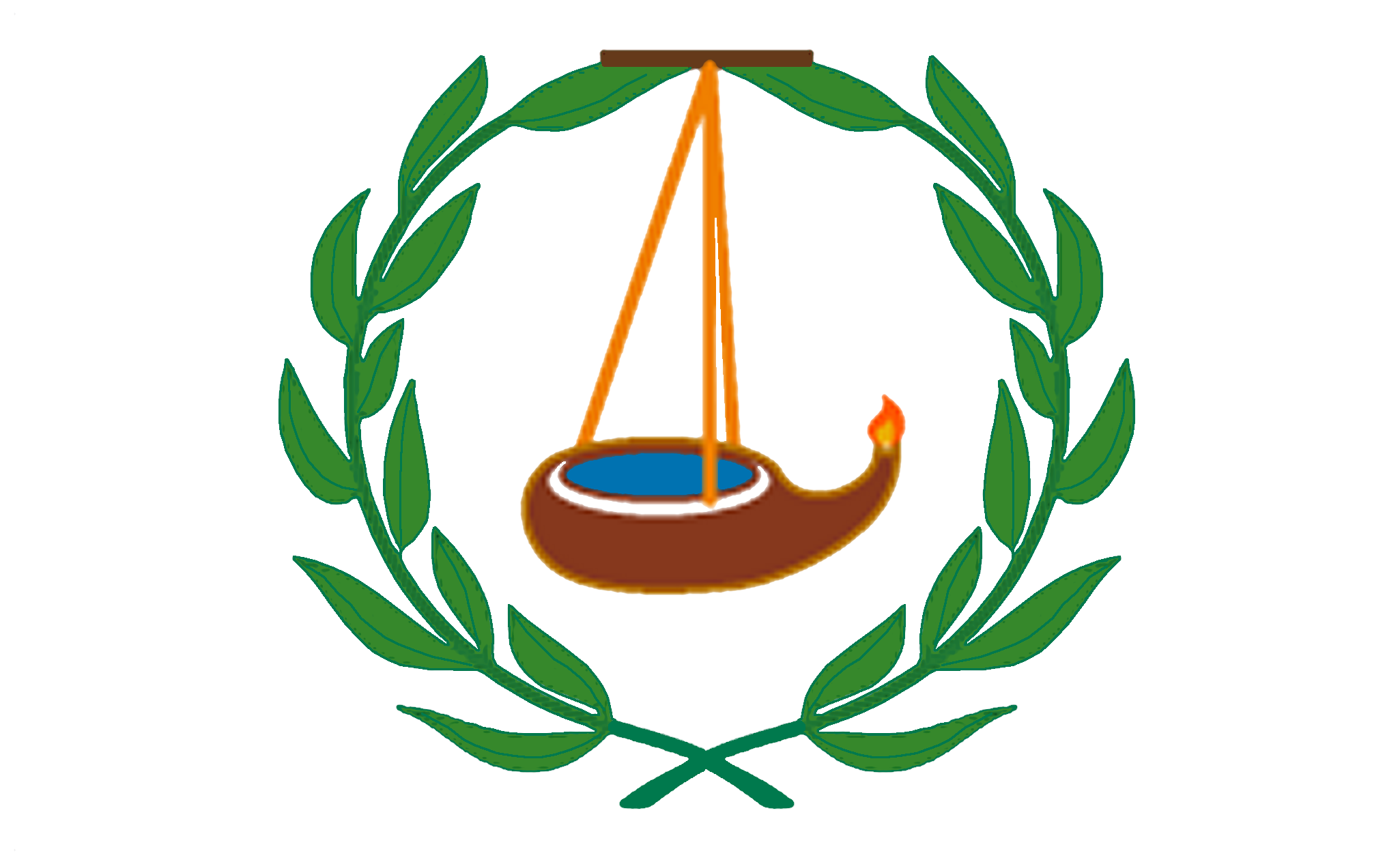
Ngatpang
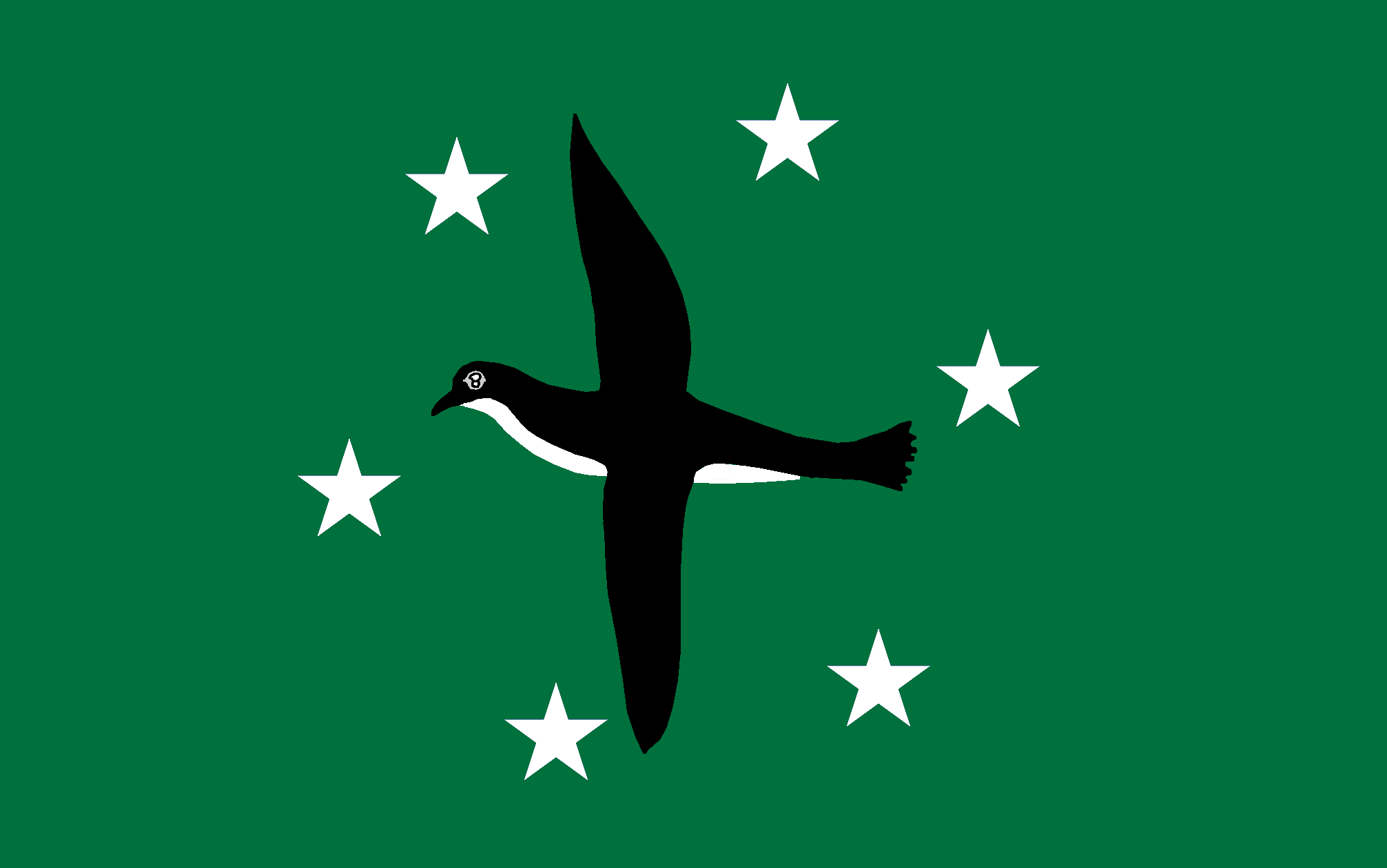
Ngchesar
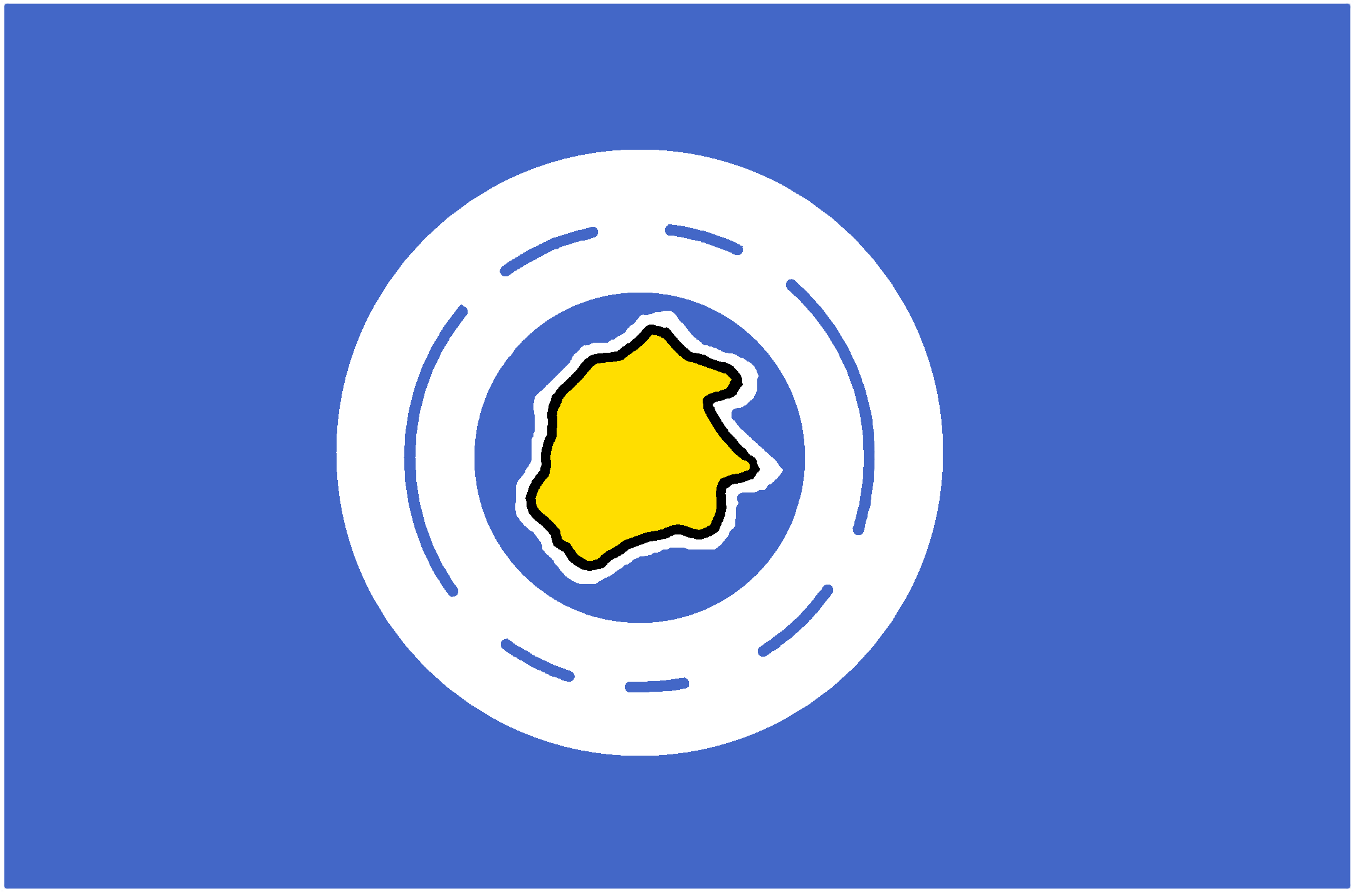
Ngeremlengui
Ngiwal
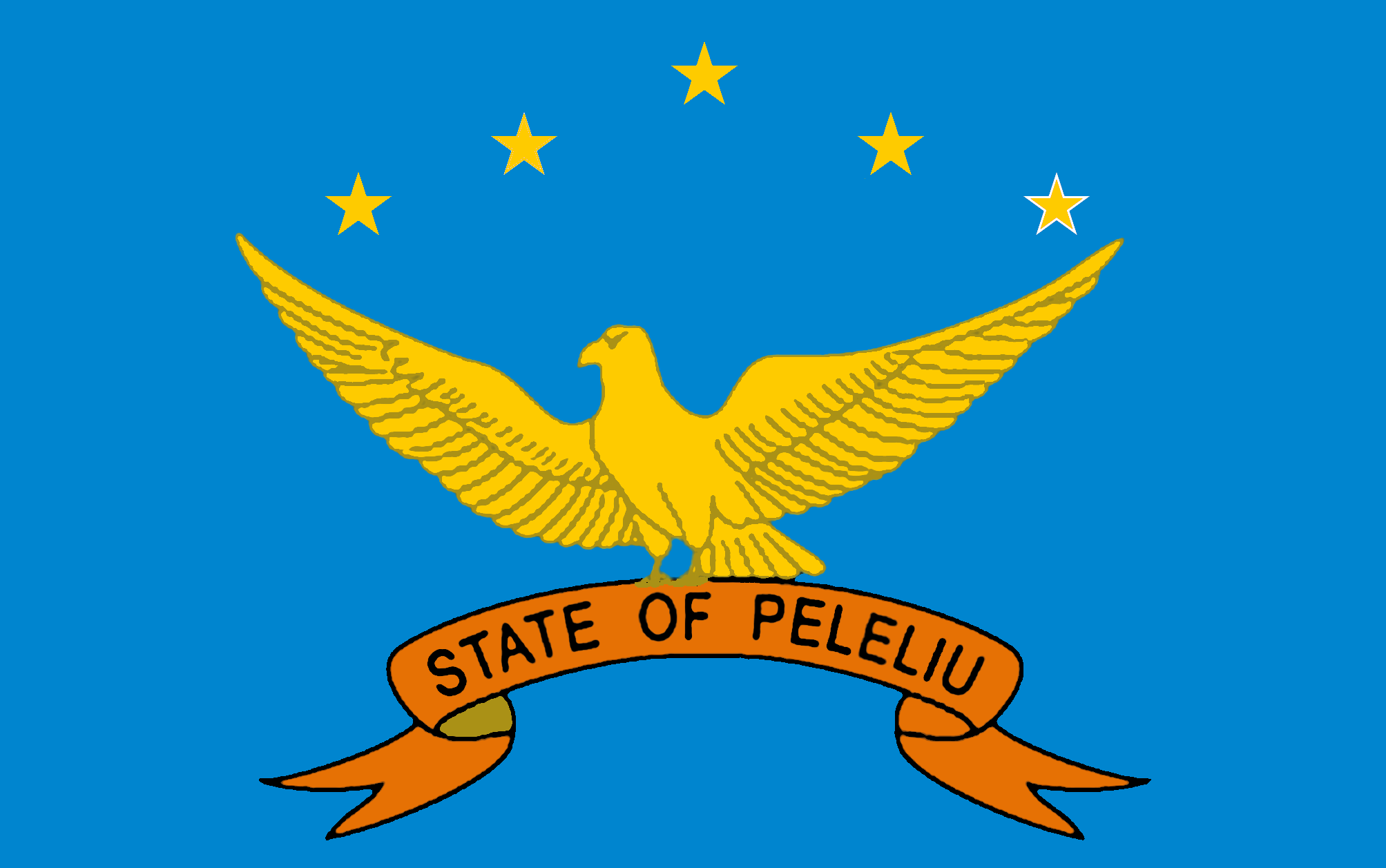
Peleliu
Sonsoral